# Şirvan
Şirvan là một huyện thuộc tỉnh Siirt, Thổ Nhĩ Kỳ. Huyện có diện tích 960 km² và dân số thời điểm năm 2007 là 24054 người, mật độ 25 người/km².